# Abia (ciudad)
Abia (griego Ἀβία, latín Abia) fue una ciudad de Mesenia, ribereña del Golfo de Mesenia, cercana a la frontera entre Mesenia y Laconia. Formó parte, junto a Turia y Faras, de la Liga Aquea. Según Pausanias antiguamente se llamaba Ire, aunque es más plausible situarla cerca del monte Eira, próxima a Andania. Era un de las siete ciudades que Agamenón prometió a Aquiles según Homero. Se la identifica con el pueblo de Pailochora, al sur de Kalamata.
Según la tradición, cuando Hilo y los dorios fueron vencidos en una batalla por los aqueos, dicen que Abia, nodriza de Gleno, hijo de Heracles, se retiró a Ire, y por este motivo después Cresfontes le concedió honores y cambió el nombre de la ciudad por el de Abia. Se alzaba un Heracleo y un Asclepeion.
En el año 182 a. C., al separarse de Mesene se constituyó en polis: Ἀβεατὦν πόλιϛ. Puede que fuera una polis antes del 338 a. C. o antes, pero no hay textos ni evidencias arqueológicas antes del siglo II a. C.